# Edificio Metrópolis
El Edificio Metrópolis es un edificio de la ciudad española de Madrid, de estilo ecléctico de inspiración francesa, ubicado en la esquina de la calle de Alcalá con la calle Gran Vía (Distrito Centro).

## Historia
Las obras no comenzaron hasta junio de 1907 por problemas judiciales, ya que algunos vecinos y negocios alojados en los edificios que debían ser derribados plantearon un litigio que no se resolvió hasta ese año. Las obras duraron tres años. 

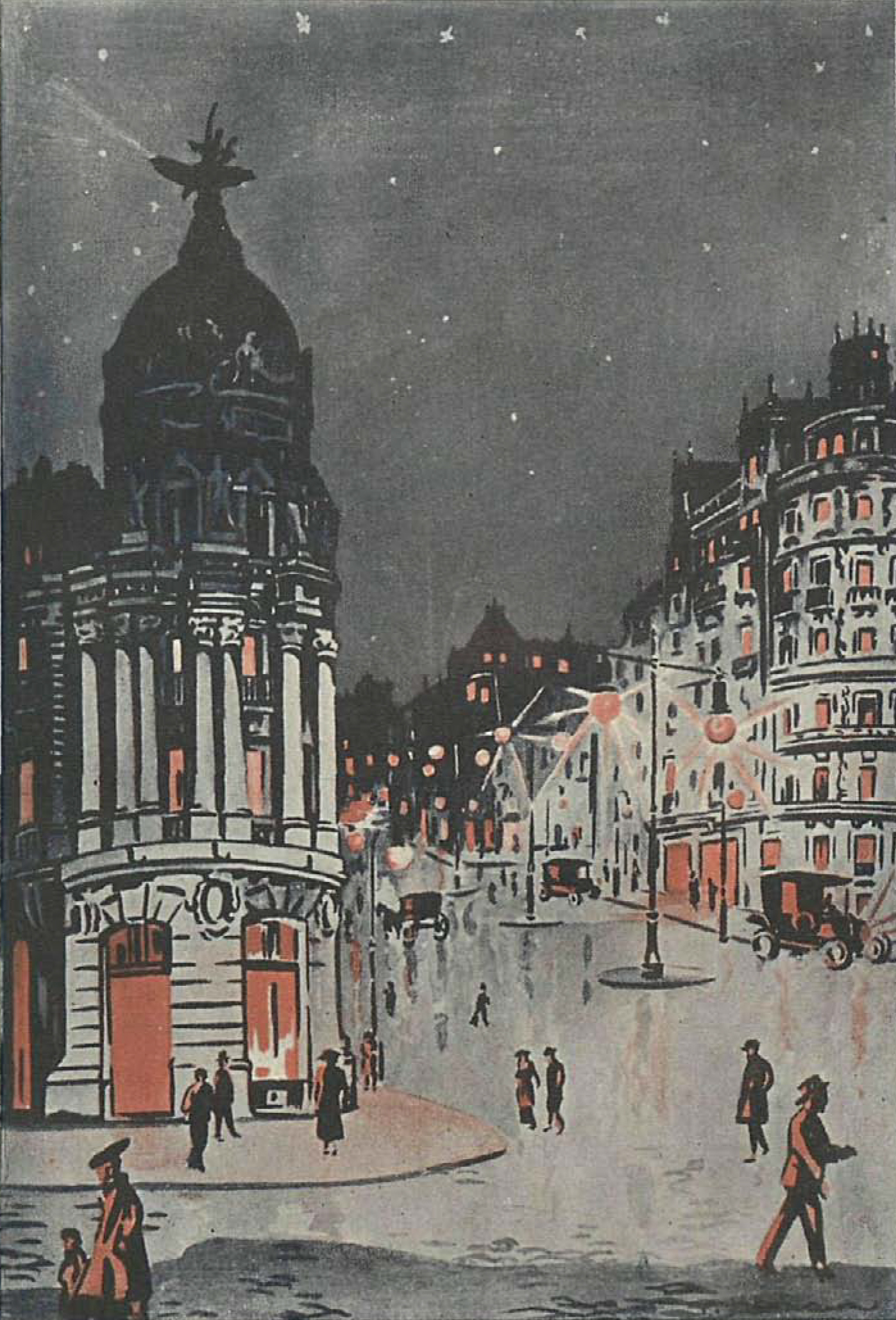
Edificio Metropólis en una ilustración de José Izquierdo Durán (Gran Vida, 1917).

Fue adjudicado por concurso y diseñado por los arquitectos franceses Jules y Raymond Février para la compañía de seguros La Union , qué posteriormente se convirtió en Metropolis Seguros SA. La obra final la llevó a cabo el español Luis Esteve Fernández-Caballero, que la terminó en 1910. Fue inaugurado el 21 de enero de 1911.
El hormigón armado se empleó en pilares exteriores, pisos y cúpula. Esto le permitió hacer un edificio sin columnas o pilares en su interior, por lo que se permitió tabicar libremente, y disponer de habitaciones y locales amplios, así como abrir grandes vanos en el exterior. El nuevo material aportaba además una mayor resistencia al fuego, lo que era otro atractivo más para la compañía propietaria que tenían como una de las bases de su negocio los seguros contra incendio.
Fue construido sobre el terreno liberado durante la construcción de la calle Gran Vía, al derruirse la conocida popularmente como "Casa del Ataúd", llamada así por lo estrecho del solar en donde se ubicaba, entre las calles de Alcalá y del Caballero de Gracia.
Se asume habitualmente que Gran Vía comienza en el edificio Metrópolis. Sin embargo, su dirección exacta es calle de Alcalá 39. El primer edificio al comienzo de la calle Gran Vía, n.º 1, es el edificio Grassy.

## Arquitectura

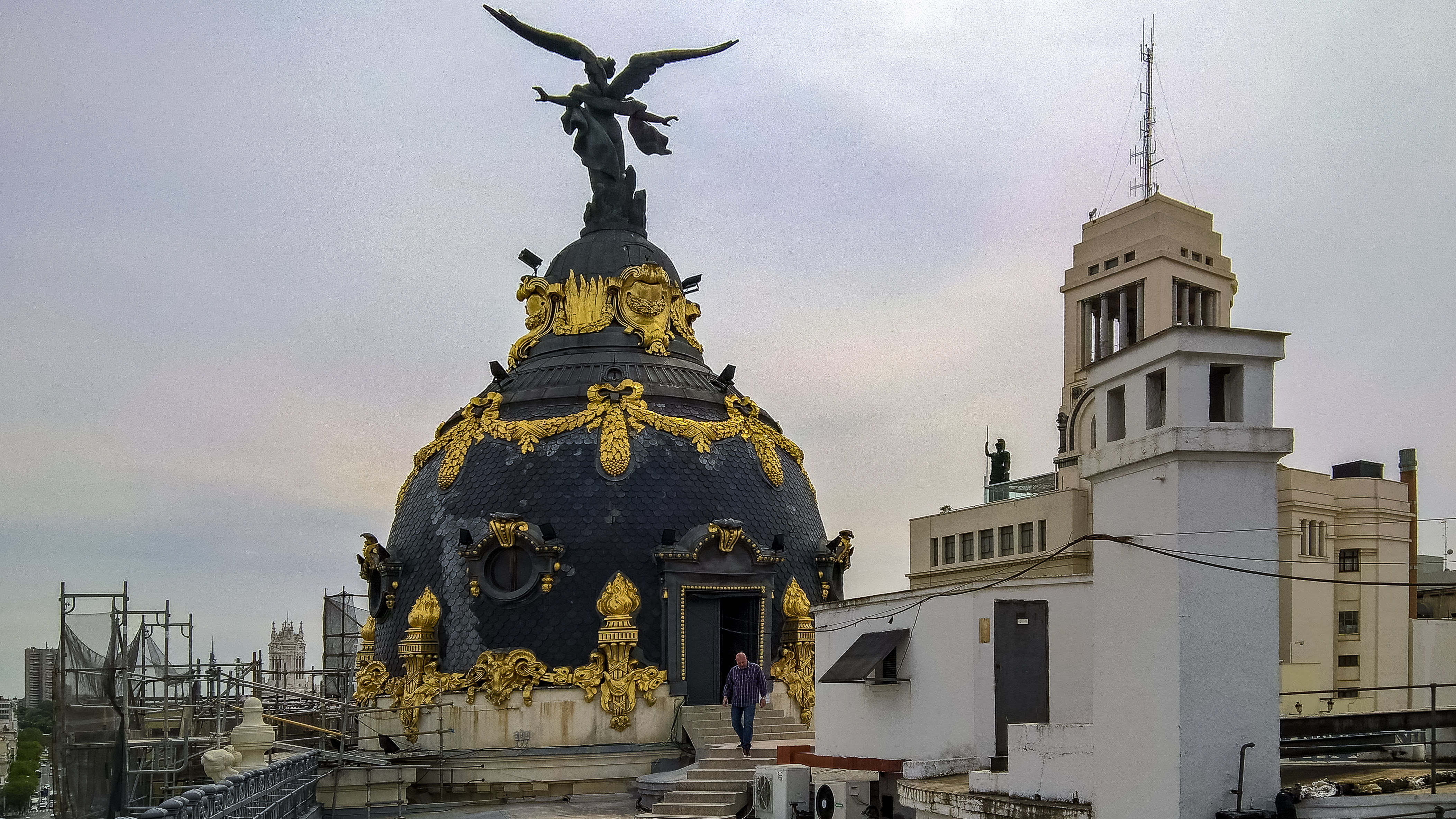
La cúpula del edificio vista desde la propia terraza

El edificio suma una mezcla de estilos arquitectónicos como el neorrenacimiento pero también se puede clasificar en el eclecticismo historicista del Segundo Imperio francés que mezcla el neobarroco con algún toque decorativo modernista. El aspecto de la construcción encaja en el estilo francés por la combinación de lo arquitectónico y lo escultórico Predomina el color blanco de la piedra caliza y del estucado que imita este material, que se emplea en paramentos y elementos decorativos arquitectónicos y escultóricos. Sobre la claridad de la fachada resalta el bronce de la rejería de balcones y puertas y el negro de la pizarra de las mansardas superiores y de la cúpula. Un toque espectacular es el dorado (auténtico pan de oro de 24 quilates) de la cúpula que refulge sobre la pizarra. La altura del edificio es de 45 metros y consta de seis plantas y dos sótanos.

Esculturas alegóricas de la Agricultura, el Comercio, la Industria y la Minería

Sobre la austera planta baja, las plantas superiores, en estilo neobarroco francés, están adornadas con columnas corintias y entablamentos que sirven de pedestal a estatuas alegóricas del Comercio, la Agricultura, la Industria y la Minería de los escultores Mariano Benlliure, Paul Landowski y Lambert Escaler.

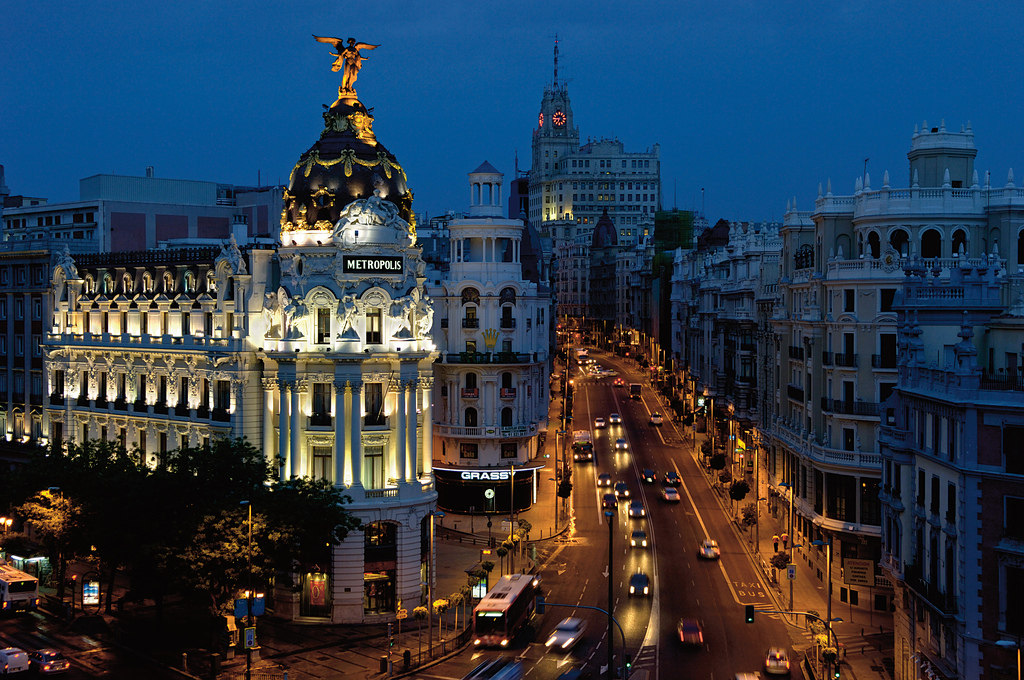
Vista nocturna del edificio.

La torre circular está coronada por una cúpula de pizarra con incrustaciones doradas, que por su semejanza con el casco de los bomberos se denomina "estilo Pompier" (bombero en francés). Originariamente, soportaba el símbolo de la compañía, una estatua alegórica de bronce del Fénix sobre el cual había una figura humana con el brazo alzado, realizada por el escultor René de Saint-Marceaux.
A principios de los años 70, la compañía vendió el edificio a sus dueños actuales, la aseguradora Metrópolis. Los antiguos propietarios decidieron llevarse la estatua (por entonces elemento familiar del paisaje madrileño) a su edificio en el paseo de la Castellana. Finalmente, la estatua fue reemplazada por otra que representa la Victoria alada (Nike), obra de Federico Coullaut-Valera; el Fénix original se encuentra ahora en el jardín de la sede de la Mutua Madrileña, en el número 33 del paseo de la Castellana.
Ha sido restaurado en profundidad en 1996 y posteriormente en 2016, tras un año de reforma y andamios en su fachada.

## Galería

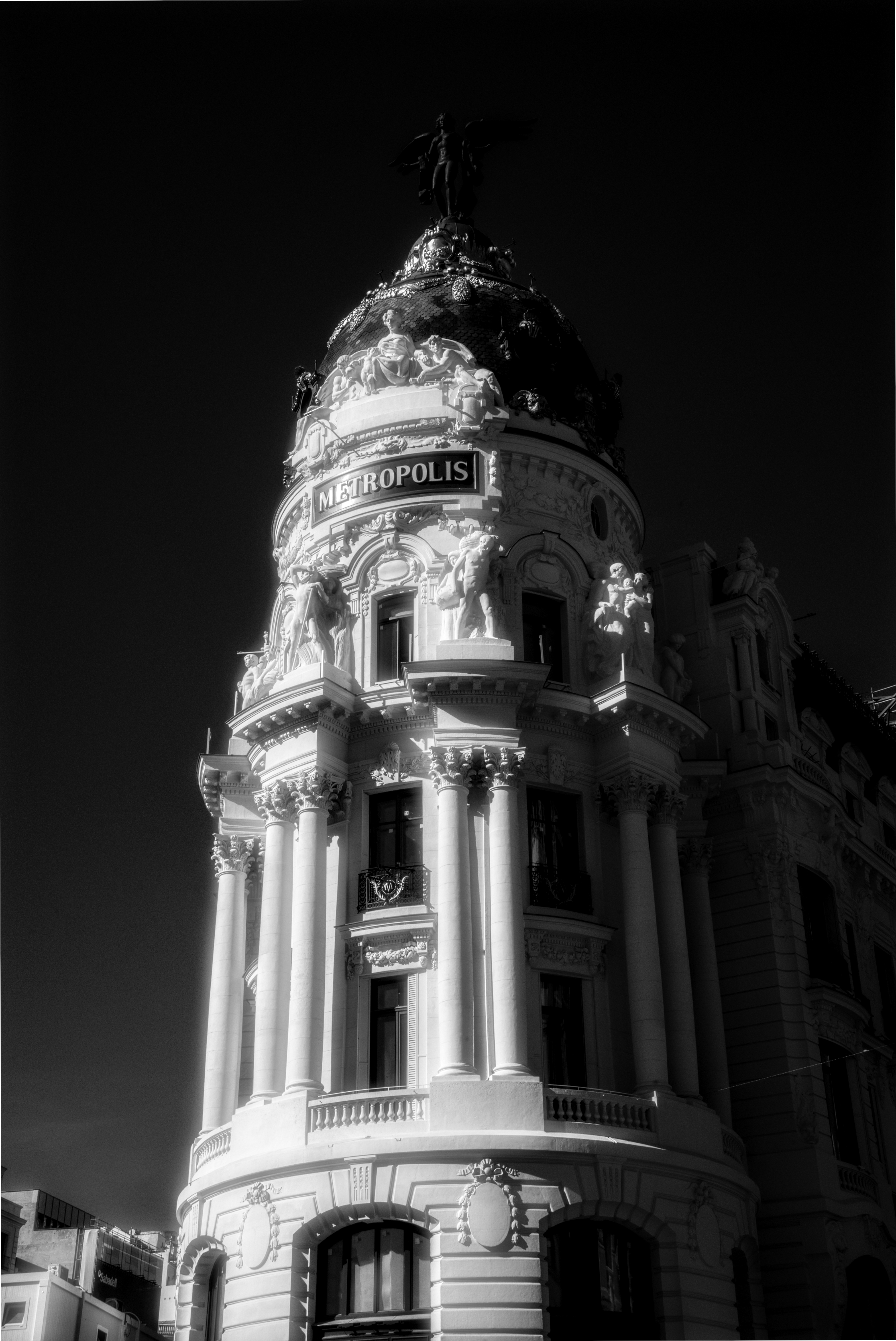
Fachada recién restaurada y limpia 29 de septiembre de 2024